# Eugeniusz Duraczyński
Eugeniusz Duraczyński (ur. 2 stycznia 1931 w Lichwinie, zm. 28 października 2020 w Warszawie) – polski historyk dziejów najnowszych.

## Życiorys
Ukończył studia historyczne na Uniwersytecie Moskiewskim w 1955. Od 1955 do 1956 był asystentem na Akademii Górniczo-Hutniczej w Krakowie.  Doktoryzował się w 1965 w Wyższej Szkole Nauk Społecznych przy KC PZPR, w której od 1960 do 1966 pracował na stanowisku adiunkta. Od 1966 był zatrudniony w Instytucie Historii Polskiej Akademii Nauk (od 1990 był kierownikiem Pracowni Drugiej Wojny Światowej). Habilitacja w 1974, profesor nadzwyczajny od 1982, profesor zwyczajny od 1990. W latach 1977–1990 pełnił funkcję redaktora naczelnego pisma „Mówią Wieki”, w latach 1999–2005 stałego przedstawiciela PAN przy Rosyjskiej Akademii Nauk.
W 1954 został przyjęty do Polskiej Zjednoczonej Partii Robotniczej. Od października 1956 do lipca 1957 był starszym instruktorem w Zarządzie Wojewódzkim Towarzystwa Przyjaźni Polsko-Radzieckiej w Szczecinie, a od lipca 1957 do lutego 1958 sekretarzem Zarządu Wojewódzkiego Towarzystwa Szkoły Świeckiej w tym mieście. Od 1958 do 1959 był instruktorem, a od 1959 do 1960 kierownikiem Wojewódzkiego Ośrodka Propagandy Partyjnej przy Komitecie Wojewódzkim PZPR. W latach 1968–1972 pełnił funkcję I sekretarza POP PZPR w Instytucie Historii PAN, a od 1980 do 1981 był I sekretarzem Komitetu Zakładowego PZPR w PAN. Od 1981 do 1983 kierował Wydziałem Nauki i Oświaty KC PZPR. W latach 1981–1983 był również zastępcą przewodniczącego Komisji KC PZPR powołanej dla wyjaśnienia przyczyn i przebiegu konfliktów społecznych w dziejach Polski Ludowej. W październiku 1981 powołany przez Plenum Komitetu Centralnego PZPR w skład Zespołu dla przygotowania naukowej syntezy dziejów polskiego ruchu robotniczego.  W lutym 1989 wszedł w skład działającej przy Radzie Ochrony Pamięci Walk i Męczeństwa Komisji do spraw Upamiętnienia Ofiar Represji Okresu Stalinowskiego.
W 2003 został odznaczony przez prezydenta Aleksandra Kwaśniewskiego Krzyżem Oficerskim Orderu Odrodzenia Polski.
Pochowano go na cmentarzu wojskowym na Powązkach (kwatera C31-1-6).

## Publikacje
- Stosunki w kierownictwie podziemia londyńskiego 1939–1943, Warszawa: Państwowe Wydawnictwo Naukowe 1966.
- Rewolucyjne tradycje PZPR, Warszawa 1967.
- (współautor: Stanisława Lewandowska) Centralny katalog relacji i wspomnień z lat 1939–1945: indeksy nazwisk i pseudonimów, nazw geograficznych, organizacji konspiracyjnych, t. 1–2, Wrocław: Zakład Narodowy im. Ossolińskich – Wydawnictwo PAN 1972–1974.
- Wojna i okupacja wrzesień 1939 – kwiecień 1943, Warszawa: „Wiedza Powszechna” 1974.
- (współautor: Jerzy Janusz Terej) Europa podziemna 1939–1945, Warszawa: „Wiedza Powszechna” 1974.
- Kontrowersje i konflikty 1939–1941, Warszawa: Państwowe Wydawnictwo Naukowe 1977.
- Z myślą o niepodległej i sprawiedliwej, Warszawa: „Książka i Wiedza” 1980.
- O przyszłość Polski 1939–1945, Warszawa: „Książka i Wiedza” 1985.
- Między Londynem a Warszawą : lipiec 1943 – lipiec 1944, Warszawa: Państwowy Instytut Wydawniczy 1986.
- Drogi narodu polskiego do niepodległości, 1918,  Warszawa: „Książka i Wiedza” 1988.
- Odbudowa państwa polskiego w 1918, Warszawa: „Książka i Wiedza” 1988.
- Generał Iwanow zaprasza: przywódcy podziemnego państwa polskiego przed sądem moskiewskim, Warszawa: „Alfa” 1989.
- Kronika XX wieku, Warszawa: Wydawnictwo „Kronika”, 1991 (kierownictwo zespołu historyków i dziennikarzy opracowujących hasła i kalendaria w publikacji)[10]
- Rząd polski na uchodźstwie 1939–1945 : organizacja, personalia, polityka, Warszawa: „Książka i Wiedza” 1993.
- (współautor: Romuald Turkowski) O Polsce na uchodźstwie : Rada Narodowa Rzeczypospolitej Polskiej 1939–1945,  Warszawa: Wydawnictwo Sejmowe 1997.
- Polska 1939–1945. Dzieje polityczne, Warszawa: „Bellona” – „Wiedza Powszechna” 1999.
- Sprawy polskie minionego wieku : szkice, Kraków: Towarzystwo Autorów i Wydawców Prac Naukowych „Universitas” 2011.
- Stalin. Twórca i dyktator supermocarstwa, Warszawa – Pułtusk: Akademia Humanistyczna im. Aleksandra Gieysztora 2012.